# Чибісова Світлана Михайлівна
Світлана Михайлівна Чи́бісова (26 березня 1927, Чугуїв — 28 жовтня 2020) — українська акторка; народна артистка УРСР з 1972 року.

## Біографія
Народилася 26 березня 1927 року в місті Чугуєві (тепер Харківська область, Україна). 1951 року закінчила Харківський театральний інститут. У 1951—1988 роках — акторка Харківського українського драматичного театру імені Т. Г. Шевченка. Була членом КПРС з 1972 року.
Померла 28 жовтня 2020 року.

## Ролі
- Наталя («Лимерівна» Панаса Мирного);
- донна Анна («Камінний господар» Лесі Українки);
- Оксана («Загибель ескадри» О. Корнійчука);
- Анна Павлівна («Живий труп» Л. Толстого);
- Васілуца («Каса маре» Й. Друце).